# Calyptomerus caucasicus
Calyptomerus caucasicus là một loài bọ cánh cứng trong họ Clambidae. Loài này được Reitter miêu tả khoa học đầu tiên năm 1876.